# Bunovi
Bunovi (cyr. Бунови) – wieś w Bośni i Hercegowinie, w Republice Serbskiej, w gminie Foča. W 2013 roku liczyła 74 mieszkańców.